# Sixalix cephalarioides
Sixalix cephalarioides är en tvåhjärtbladig växtart som först beskrevs av Michele Lojacono-Pojero, och fick sitt nu gällande namn av Giardina och Raimondo. Sixalix cephalarioides ingår i släktet Sixalix och familjen Dipsacaceae. Inga underarter finns listade i Catalogue of Life.